# 고이케 유타
고이케 유타(일본어: 小池 裕太, 1996년 11월 6일~)는 일본의 축구 선수이다.

## 구단 경력
그는 2018년 신트트라위던 VV에 입단했다. 2019년 3월 J1리그의 가시마 앤틀러스로 이적했다. 2019년에 천황배 준우승. 2020년 세레소 오사카로 이적했다. 2022년 요코하마 F. 마리노스로 이적했다. 2022년에 J1리그 우승을 차지했다. 2025년 비셀 고베로 이적했다.